# Municipio de Brushy Mound
El municipio de Brushy Mound (en inglés: Brushy Mound Township) es un municipio ubicado en el condado de Macoupin en el estado estadounidense de Illinois. En el año 2010 tenía una población de 714 habitantes y una densidad poblacional de 7,71 personas por km².

## Geografía
El municipio de Brushy Mound se encuentra ubicado en las coordenadas 39°13′25″N 89°53′6″O / 39.22361, -89.88500. Según la Oficina del Censo de los Estados Unidos, el municipio tiene una superficie total de 92.57 km², de la cual 91,25 km² corresponden a tierra firme y (1,43 %) 1,32 km² es agua.

## Demografía
Según el censo de 2010, había 714 personas residiendo en el municipio de Brushy Mound. La densidad de población era de 7,71 hab./km². De los 714 habitantes, el municipio de Brushy Mound estaba compuesto por el 98,74 % blancos, el 0,42 % eran afroamericanos, el 0,14 % eran amerindios, el 0,42 % eran isleños del Pacífico y el 0,28 % eran de una mezcla de razas. Del total de la población el 1,26 % eran hispanos o latinos de cualquier raza.